# 焦毛恩德勒德區

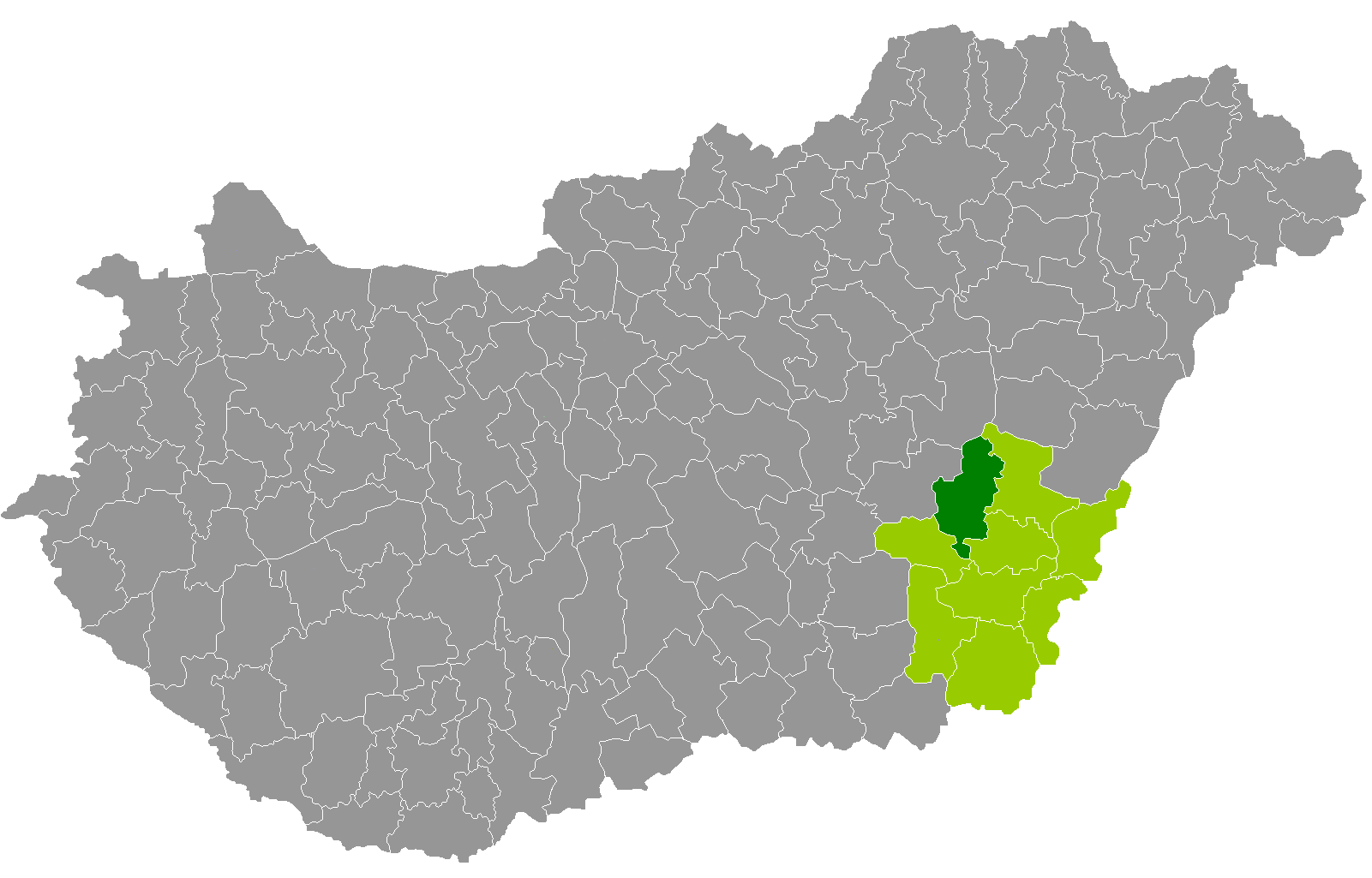

焦毛恩德勒德區（匈牙利語：Gyomaendrődi járás），是匈牙利貝凱什州的一個區，位於該國東南部，区府設於焦毛恩德勒德，面積686平方公里，2011年人口23,943，人口密度每平方公里35人。

## 市镇
焦毛恩德勒德區包含两个城镇和3个村庄。